# NGC 2914
NGC 2914 في الفهرس العام الجديد، هي مجرة، تقع في كوكبة الوشق. اكتشفت في 3 مارس 1786 بواسطة ويليام هيرشل.

## روابط خارجية
- NGC 2914 على موقع ويكي سكاي: DSS2, SDSS, GALEX, IRAS, Hydrogen α, X-Ray, Astrophoto, Sky Map, Articles and images